# Mount Carmel-Mitchells Brook-St. Catherine's
Mount Carmel-Mitchells Brook-St. Catherine's es un pueblo canadiense situado en la provincia de Terranova y Labrador.

## Superficie
Mount Carmel-Mitchells Brook-St. Catherine's tiene una superficie de 60,76 km².

## Demografía
En 2021, tenía 382 habitantes, una densidad poblacional de 6,3 hab./km², y 385 viviendas.